# Luciana Castellina

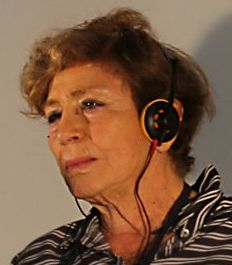
Luciana Castellina, 2018

Luciana Castellina (* 9. August 1929 in Rom) ist eine italienische kommunistische Politikerin (PdUP, PCI, PRC, MCU) und Journalistin. Sie gehörte zu den Gründern und Herausgebern der Zeitung Il manifesto. Von 1976 bis 1983 war sie Abgeordnete im Italienischen Parlament und von 1979 bis 1999 Abgeordnete im Europäischen Parlament.

## Leben
Als Tochter eines Milaneser Geschäftsmanns und einer Jüdin aus Triest wuchs sie in einem bürgerlichen Viertel auf. Ihre Schulkameradin war Anna Maria Mussolini, die Tochter des Duce. Oft haben sie gemeinsam in der Villa Torlonia gespielt. Schon mit 15 interessierte sie sich für Kino und Malerei und geriet so ins Umfeld linker Zirkel und Gruppen. 1947 trat sie in die Kommunistische Partei Italiens (PCI) ein. Sie schloss ein Jurastudium an der Universität La Sapienza in Rom ab. Danach war sie bis 1962 Chefredakteurin der Nuova Generazione, Wochenzeitung der PCI-Jugendorganisation Federazione Giovanile Comunista Italiana (FGCI). Wegen Protestdemonstrationen saß sie mehrmals im Gefängnis. 1963 wurde sie Funktionärin der PCI-Frauenorganisation.
Castellina gehörte zum von Pietro Ingrao geführten „linken“ Flügel der PCI und geriet vor allem angesichts der Niederschlagung des Prager Frühlings durch die Sowjetunion und weitere Staaten des Warschauer Pakts 1968 in Gegensatz zur Parteiführung. Als sie 1969 zusammen mit Lucio Magri, Aldo Natoli, Valentino Parlato, Luigi Pintor und Rossana Rossanda die Zeitung Il Manifesto gründete, wurde sie aus der Partei ausgeschlossen.
Mit der Veröffentlichung ihrer Tagebücher Die Entdeckung der Welt, in denen sie ihre Politisierung im Alter zwischen 14 und 18 Jahren beschreibt, wurde sie 2011 in Italien für den Literaturpreis Strega nominiert.
Sie war mit dem Politiker Alfredo Reichlin verheiratet und hat zwei Kinder, unter ihnen Lucrezia Reichlin.

## Politik
Nach dem Ausschluss aus der PCI 1969 gehörte Castellina zur Gruppe Il manifesto, die 1972 als Partei zur Parlamentswahl antrat, aber nur 0,7 Prozent der Stimmen erhielt. Die Manifesto-Gruppe schloss sich 1974 mit der Partito di Unità Proletaria zur Partito di Unità Proletaria per il Comunismo zusammen. Diese stellte zur Parlamentswahl 1976 mit weiteren Gruppen der außerparlamentarischen Linken und der Studentenbewegung eine gemeinsame Liste namens Democrazia Proletaria auf. Diese erhielt 1,5 Prozent der Stimmen und Castellina zog als eine von sechs Abgeordneten in die Camera dei deputati ein. An der Parteigründung der Democrazia Proletaria beteiligte sich Castellinas PdUP aber nicht, sondern trat zu den Wahlen 1979 separat an (1,4 Prozent).
Bei der ersten Direktwahl zum Europäischen Parlament erhielt die PdUP einen der 81 italienischen Sitze, diesen nahm Castellina ein. Sie saß bis 1984 in der Fraktion für die technische Koordinierung und Verteidigung der unabhängigen Gruppen und Abgeordneten (CDI). Zur Parlamentswahl 1983 kandidierten Mitglieder der PdUP, auch Castellina, auf den Listen der PCI. Bei der Europawahl 1984 wurde Castellina, ebenfalls über die PCI-Liste, als Europaparlamentarierin bestätigt, ihr Mandat im italienischen Abgeordnetenhaus legte sie dafür nieder. Zu Beginn der Legislaturperiode saß sie in der Regenbogenfraktion.
Im November 1984 löste sich die PdUP auf und schloss sich wieder der Partito Comunista Italiano unter dem neuen Generalsekretär Alessandro Natta an. Infolgedessen wechselte Castellina von der Regenbogenfraktion zur Fraktion der Kommunisten und Nahestehenden im EU-Parlament. Nach ihrer Wiederwahl als EU-Abgeordnete 1989 war Castellina Vorstandsmitglied der Fraktion der Vereinigten Europäischen Linken (GUE; 1989–1992) und stellvertretende Vorsitzende der Delegation für die Beziehungen zu den Ländern Südamerikas (1989–1992) bzw. der Delegation für die Beziehungen zu den Ländern Mittelamerikas und Mexiko (1992–1994).
Nach der Auflösung der PCI schloss sich Castellina 1991 der Neugründung des linken Flügels, der Partito della Rifondazione Comunista (PRC) an. Für diese wurde sie 1992 erneut in die italienische Abgeordnetenkammer gewählt, verzichtete aber auf das Mandat. Von 1994 bis 1999 war ihre letzte Legislaturperiode im Europäischen Parlament, wo sie nun der Konföderalen Fraktion der Vereinigten Europäischen Linken/Nordische Grüne Linke (GUE/NGL) angehörte. Sie war Vorsitzende des Ausschusses für Kultur, Jugend, Bildung und Medien (1994–1997), dann des Ausschusses für Außenwirtschaftsbeziehungen (1997–1998). 1996 war Castellina Teil der PRC-Abspaltung Movimento dei Comunisti Unitari, die 1998 in den Democratici di Sinistra aufging.

Seit 2015 ist sie wieder parteipolitisch aktiv. Sie schloss sich der Sinistra Ecologia Libertà an, die Ende 2016 in der Sinistra Italiana aufging.
Enrico Berlinguer war außerdem der erste, der die Krise der italienischen Demokratie verstand und sie als solche benannte – eine Krise, die übrigens bis heute andauert.

## Schriften (Auswahl)
- Eurollywood. Il difficile ingresso della cultura nella costruzione dell’Europa. Pisa, Edizioni ETS 2008, ISBN 978-88-467-2112-9.
- Die Entdeckung der Welt. Übersetzung Christiane Barckhausen-Canale. Herausgeberin der deutschen Ausgabe Gabriella Angheleddu. Laika Verlag, Hamburg 2016, ISBN 978-3-944233-64-2.